# 楠树梨果寄生
楠树梨果寄生（学名：Scurrula phoebe-formosanae）为桑寄生科梨果寄生属下的一个种。